# Aberglaube

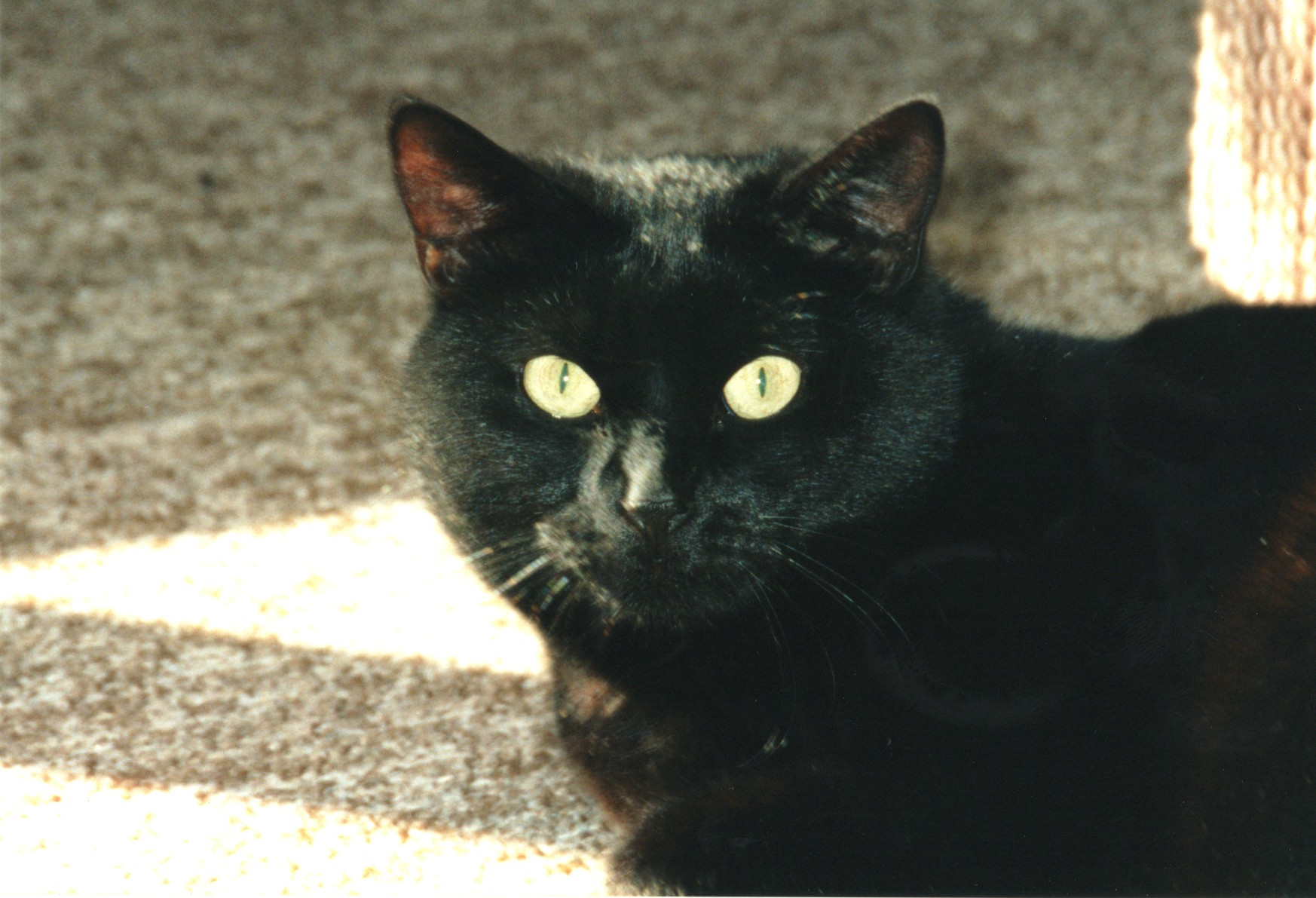
Die schwarze Katze, im Aberglauben ein Glücks- oder Unglücksbringer (unterschieden wird im Volksglauben die Laufrichtung). Schwarze Katzen und Hunde gelten in Tierheimen als schwer vermittelbar, da ihnen eine höhere Aggressivität unterstellt wird.

Aberglaube, seltener Aberglauben, bezeichnet einen „als irrig angesehenen Glauben an die Wirksamkeit übernatürlicher Kräfte in bestimmten Menschen und Dingen“ (zum Beispiel Hexerei oder Talismane), unter anderem eine Vorstellung vom Wirken anthropomorph gedachter dämonischer Kräfte. Aberglauben findet sich im Leben und Handeln von Menschen in allen Kulturen und Zeiten. Es gibt solche Vorstellungen sowohl in kulturell allgemein anerkannten kollektiven Denkmustern und Riten, zum Beispiel im Glauben an Glück oder Unglück bringende Symbole (Glücksbringer) oder in Spruchformeln (zum Beispiel „toi, toi, toi“), als auch individuell.
Die Bezeichnung „Aberglaube“ (lateinisch superstitio) wird negativ wertend auf Glaubensformen und religiöse Praktiken (Kulte) angewandt, die nicht dem als „richtig“ und „allgemeingültig“ empfundenen System kultureller Überzeugungen und Lehrmeinungen der „herrschenden“ Religion oder Weltanschauung entsprechen. Insofern kann er auch zur Beschreibung übertriebener Religiosität verwandt werden (superstitio – „Überglaube“). In abrahamitisch-religiös geprägten Kreisen wird die Bezeichnung unter Gleichgesinnten zum Hinweis auf mangelnde theologische Bildung, aber auch zur Herabwürdigung volkstümlicher (vgl. etwa Volksfrömmigkeit) und okkulter Glaubensrichtungen verwendet. „Aberglaube“ wurde zum Kampfbegriff nach der Aufklärung/Gegenaufklärung im 18. und 19. Jahrhundert innerhalb der (christlichen) Konfessionen (vgl. Kulturkampf), aber auch zum Werturteil gegen neu aufkommende spiritistische oder medizinische Methoden und Theorien wie den animalischen Magnetismus oder die Hypnose. Da sich der Begriff von der jeweils herrschenden Welt- und Glaubenssicht her definiert, wird der Inhalt von dem jeweiligen wissenschaftlichen oder religiösen Standpunkt des Darstellers bestimmt. Aus atheistischer Sicht ist jede Religion Aberglaube.
Im wissenschaftlichen Sprachgebrauch wurde der Begriff weitgehend durch die über die kirchliche Begrifflichkeit hinausgehende Bezeichnung Volksglaube abgelöst. Medizinischer Aberglaube findet sich unter anderem in der Volksmedizin. Das seit dem 16. Jahrhundert gebräuchliche Wort „Aberglaube“ diente dem Klerus zunehmend als Kampfbegriff gegen Häresie und Ketzertum und wurde im 19. Jahrhundert durch die entstandene Volkskunde erstmals positiv umgedeutet als Vorstellung der einfachen, aber auch unverbildeten Bevölkerung („Volksglaube“). Seit Beginn des 20. Jahrhunderts wird besonders von Seiten der Humanwissenschaften versucht, die psychologischen und soziokulturellen Grundlagen des Aberglaubens zu erforschen.
Der Begriff „Aberglaube“ wird im allgemeinen Sprachgebrauch auch mit Unvernunft und Unwissenschaftlichkeit gleichgesetzt, steht dem lateinischen Begriff superstitio nahe und kann als „falsche Einsicht in die Natürlichkeit von Geschehnissen“ verstanden werden.

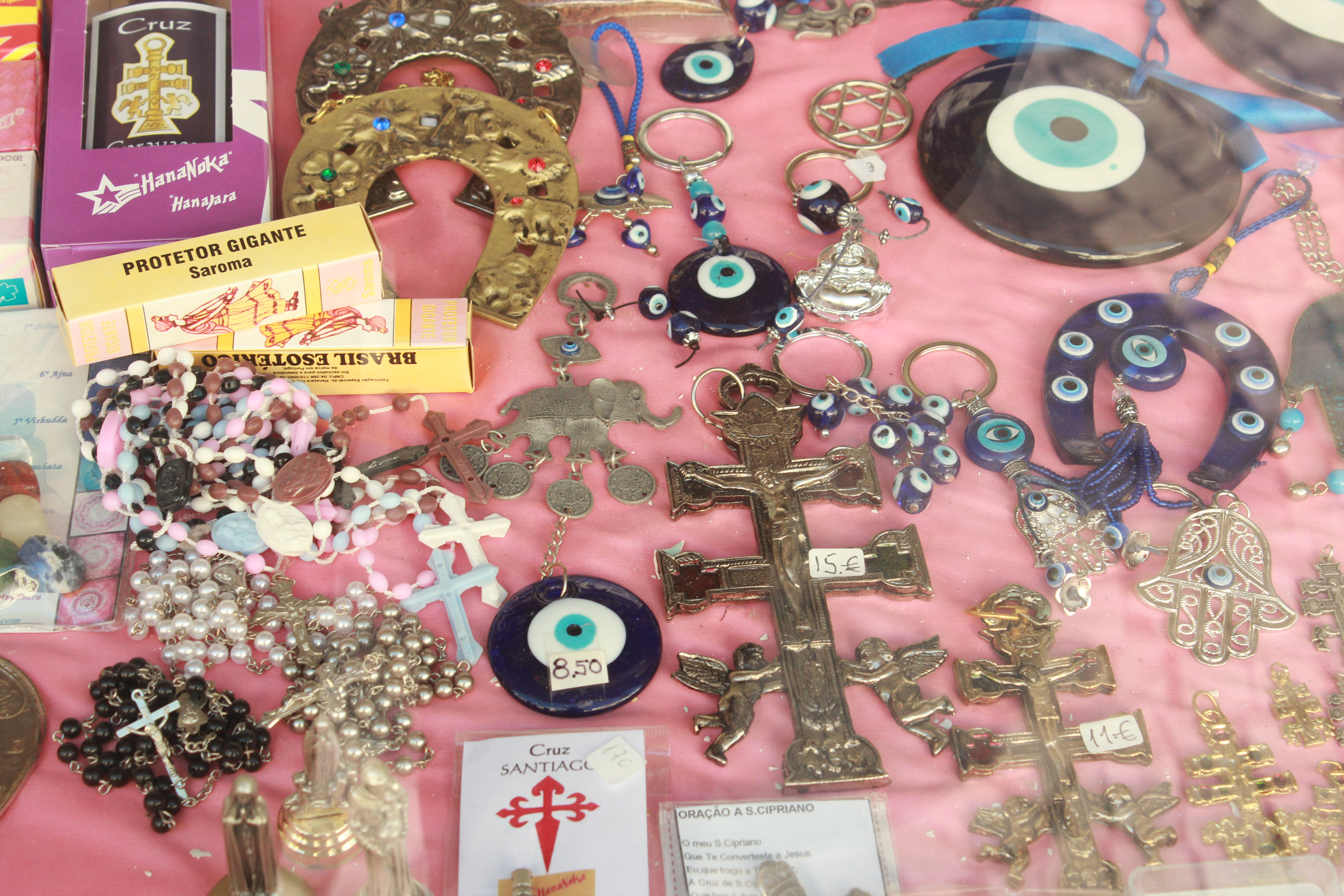
Amulette und Talismane in einer Schaufensterauslage in Porto, Portugal

## Begriffsgeschichte
Der Begriff Aberglaube ist seit dem 12. Jahrhundert belegt (spätmittelhochdeutsch abergloube) und wurde im 16. Jahrhundert verbreitet. Der Wortbestandteil „aber-“ bedeutete nach Auffassung heutiger etymologischer Wörterbücher ursprünglich „nach, wider, hinter“, wobei es später eine abschätzige Bedeutung annahm und das Gegenteil dessen bezeichnete, was der zweite Wortbestandteil ausdrückte, zum Beispiel bei „Aberwitz“. Das Wort kam als Lehnübertragung des lateinischen Begriffs super-stitio in Gebrauch. Der Begriff wurde von Afterglaube (= Missglaube) abgeleitet und stand für „falsche“, d. h. von der christlichen Glaubenslehre abweichende, Glaubensinhalte und -formen. Aberglaube galt als heidnisch, unmoralisch und ketzerisch.
Die Bekehrung der Heiden war in Europa zwar abgeschlossen, doch die lokalen Volksglauben, aus denen sich der Aberglaube nährt, lebten in Grenzen weiter: Zauber, Amulette, Böser Blick, heilige Bäume und heilige Haine sollten die Christen nicht vom wahren Glauben abbringen. Außerdem wollte man mit dem Begriff Aberglauben den neuen vorreformatorischen und sektiererischen Einflüssen entgegenwirken. Kirchenkritiker, Abweichler und Ketzer sollten damit auf die gleiche Ebene wie Hexen und Zauberer gestellt werden. Das Regelwissen der aufstrebenden Naturwissenschaft wurde diffamiert: Wissen oder Sehen-Wollen statt Glauben und Vertrauen standen im Verdacht der Überheblichkeit und des Fanatismus, befanden sich also im Widerspruch zur christlichen Ethik.
In der Antike konnte der Begriff „superstitio“ gelegentlich auch moralisch neutral gebraucht werden, ein „superstitiosus“ war ein Wahrsager. In der Regel wurde damit aber eine übertriebene Ängstlichkeit und Bedenklichkeit in Bezug auf religiöse Dinge verstanden. Nach der Philosophie der Stoa war die wahre Religion und Frömmigkeit der Mittelweg zwischen dem Atheismus, mit zu wenig, und dem Aberglauben, mit zu viel Achtsamkeit auf religiöse Dinge. Der dem Mittelplatonismus nahestehende griechische Philosoph Plutarch verurteilt alles als Aberglaube, was den Göttern nur aus Angst vor Schaden und Verderben getan wird. Unter den Kirchenvätern definiert Lactantius „religio“ dann nur als Verehrung des „wahren Gottes“, die allein den Christen zukommt. Der Glaube der Heiden an viele und falsche Götter ist damit Aberglaube (superstitio).
Augustinus von Hippo übernahm den Begriff „superstitio“, um nichtchristliche Religionen zu kennzeichnen. Er legte die theoretischen Grundlagen der mittelalterlichen Lehre über die Geschichte des Aberglaubens. In seinen Werken De civitate Dei, De doctrina christiana, De divinatione daemonum und De natura daemonum befasste er sich ausführlich mit dem Aberglauben. Als Bischof von Hippo war Augustinus insbesondere mit dem Amulettglauben konfrontiert, der nach seiner Meinung eine ernsthafte Bedrohung des Christentums darstellte. Seine Terminologie und seine Kenntnisse übernahm er weitgehend von Marcus Terentius Varro. Die Lehre von den Dämonen übernahm er im Wesentlichen von den Neuplatonikern. Augustinus ging von der realen Existenz von Dämonen aus. Sie bevölkerten nach ihm den Weltstaat („civitas terrena“ oder „civitas diaboli“). Um einem dualistischen Weltbild zu entgehen, erklärte er die Dämonen als urgeschichtlich gefallene und von Gott verstoßene Engel. Die magischen Praktiken waren heidnischen Ursprungs, und Augustinus sah im Aberglauben den Versuch, sich mit Hilfe der heidnischen Götter, die mit den Dämonen identifiziert wurden, Sicherheit zu verschaffen. So wurde der Aberglaube mit dem heidnischen Götzendienst identifiziert. Auch Thomas von Aquin verstand Aberglauben als sittlichen, intellektuellen und religiösen Verfall. Den Götzendienst interpretierte er als eine Form der „superstitio“, beschäftigte sich aber auch mit abergläubischen Formen der an sich richtigen, christlichen Gottesverehrung; diese seien nichtsdestoweniger sündhaft.
Im Zeitalter der Aufklärung trat ein grundlegender Wandel ein: An die Stelle der Frage nach dem rechten Glauben trat das Bemühen, den Geltungsbereich vernunftgemäßen Urteilens und naturwissenschaftlicher Prinzipien zu bestimmen. Aberglaube galt als Abweichung der Vernunft und war in erster Linie ein historisches und soziales Bildungsproblem. Die Aufklärung richtete sich unter anderem gegen den religiösen Aberglauben und entwickelte eine „Vernunftreligion“. Immanuel Kant sagte etwa: „Aberglaube ist der Hang, in das, was als nicht natürlicher Weise zugehend vermeint wird, ein größeres Vertrauen zu setzen, als was sich nach Naturgesetzen erklären lässt – es sei im Physischen oder Moralischen.“ Der Begriff Aberglaube bezeichnet – nach einer Definition des Sozialpsychologen Judd Marmor – Glaubenssätze und Praktiken, die wissenschaftlich unbegründet sind und nicht dem erreichten Kenntnisstand einer Gesellschaft entsprechen. Somit gehören etwa sogenannte „alternative Heilmethoden“ in den Bereich des Aberglaubens in seiner modernsten Gestalt.

## Charakteristik
Hinter abergläubischen Praktiken kann sich generell der Wunsch verbergen, Unbekanntes oder Bedrohliches (auch Krankheiten) durch beschwörende Handlungen oder Äußerungen zu bannen oder Glück herbeizuführen. Diese Vorstellungen existieren sowohl in kulturell anerkannten, kollektiven Denkmustern und Riten, wie etwa im Glauben an Glück oder Unglück bringende Symbole (geschenkter Unglücksbringer) und Spruchformeln, aber auch auf individueller Ebene mit ganz persönlichen Gegenständen, Gewohnheiten und Handlungen, denen eigene verborgene, lenkende Kräfte zugemessen werden.
Aberglaube entsteht durch die falsche Verknüpfung von Ursache und Wirkung. Das Magazin Gehirn&Geist schrieb 2009: „Menschen neigen zu der Vorstellung, gleichzeitige Ereignisse seien kausal miteinander verknüpft, obwohl sie in Wirklichkeit voneinander unabhängig sind.“ Bei ein- oder zweimaligem zeitlichen Zusammentreffen von zwei Ereignissen würde eine ursächliche Verbindung angenommen, so dass abergläubisches Verhalten relativ schnell entstehe. Umgekehrt benötige es viele Male des Nichtzusammentreffens, um diesen Verdacht wieder zu zerstreuen.

## Psychologie
In der Psychologie ist Aberglaube eng verwandt mit Begriffen wie magisches Denken, selbsterfüllende Prophezeiung, Glaube an das „todsichere System“ beim Glücksspiel (siehe Wahrscheinlichkeit). Er entsteht zum Beispiel bei nichtdeterministischen Experimenten (zum Beispiel die von B. F. Skinner gefilmten Experimente mit Haustauben und die sogenannten abergläubischen Ratten). Aberglaube und magische Praktiken sind entwicklungspsychologisch relevant, da Kinder in einer sogenannten Phase des Egozentrismus sich einem magisch-abergläubischen Weltbild zuwenden können.
Der Psychologe und Parapsychologe Hans Bender forderte eine kritisch-wissenschaftliche Untersuchung des Aberglaubens, da er dahinter ein bisher unerforschtes kollektives Wissen unterschiedlicher Kulturen im Sinne der von ihm postulierten Gleichförmigkeit des Okkulten vermutete.